# S/2006 (2000 QL251) 1
S/2006 (2000 QL251) 1, também escrito como S/2006 (2000 QL251) 1, é o objeto secundário do corpo celeste denominado de 2000 QL251. Ele é um objeto transnetuniano que tem cerca de 142 km de diâmetro e orbita o corpo primário a uma distância de 7.000 km.